# Tortue luth
Vous lisez un « article de qualité » labellisé en 2007.
Dermochelys coriacea
Pour l’article homonyme, voir verte.
Genre
Synonymes
- Sphargis Merrem, 1820
- Coriudo Fleming, 1822
- Chelyra Rafinesque, 1832

Espèce
Synonymes
- Testudo coriacea Vandelli, 1761
- Testudo arcuata Catesby, 1771
- Testudo lyra Bonnaterre, 1789
- Testudo marina Wilhelm, 1794
- Testudo tuberculata Pennant in Schoepff, 1801
- Testudo lutaria Rafinesque, 1814
- Dermatochelys porcata Wagler, 1833
- Dermochelys atlantica Duméril & Bibron, 1835
- Sphargis coriacea schlegelii Garman, 1884
- Sphargis angusta Philippi, 1899

Statut de conservation UICN

 VU A2bd : Vulnérable
Statut CITES
La Tortue luth (Dermochelys coriacea), unique représentante du genre Dermochelys, est une espèce de tortues de la famille des Dermochelyidae.
C'est la plus grande des sept espèces actuelles de tortues marines et la plus grande des tortues de manière générale. 
Elle ne possède pas d'écailles kératinisées sur sa carapace, mais une peau sur des os dermiques. C'est le seul représentant contemporain de la famille des Dermochelyidae.
La Tortue luth fréquente tous les océans de la planète, mais sa survie est gravement menacée par le braconnage, les filets de pêche, la pollution et l'artificialisation du littoral et par le réchauffement climatique car la température du sable influence le sexe de la future tortue. Elle figure sur la liste rouge de l'UICN des espèces en voie de disparition et fait l'objet de conventions et de programmes internationaux de protection et de conservation.

## Description

### Morphologie
Le trait le plus remarquable de la tortue luth est sa silhouette en forme de coque de navire renversé, traversée de sept carènes, avec son dos recouvert d'une carapace de peau, à l'aspect de cuir, de couleur bleue très foncé, moucheté de petits points blancs. La face ventrale de l'animal est de couleur rosé sombre, traversée par trois carènes peu marquées. Par ailleurs, sa simple taille la distingue des autres tortues marines.

Disposition des carènes sur le dos de la tortue luth ; en noir, la carène vertébrale, en bleu, vert et rouge, les carènes latérales
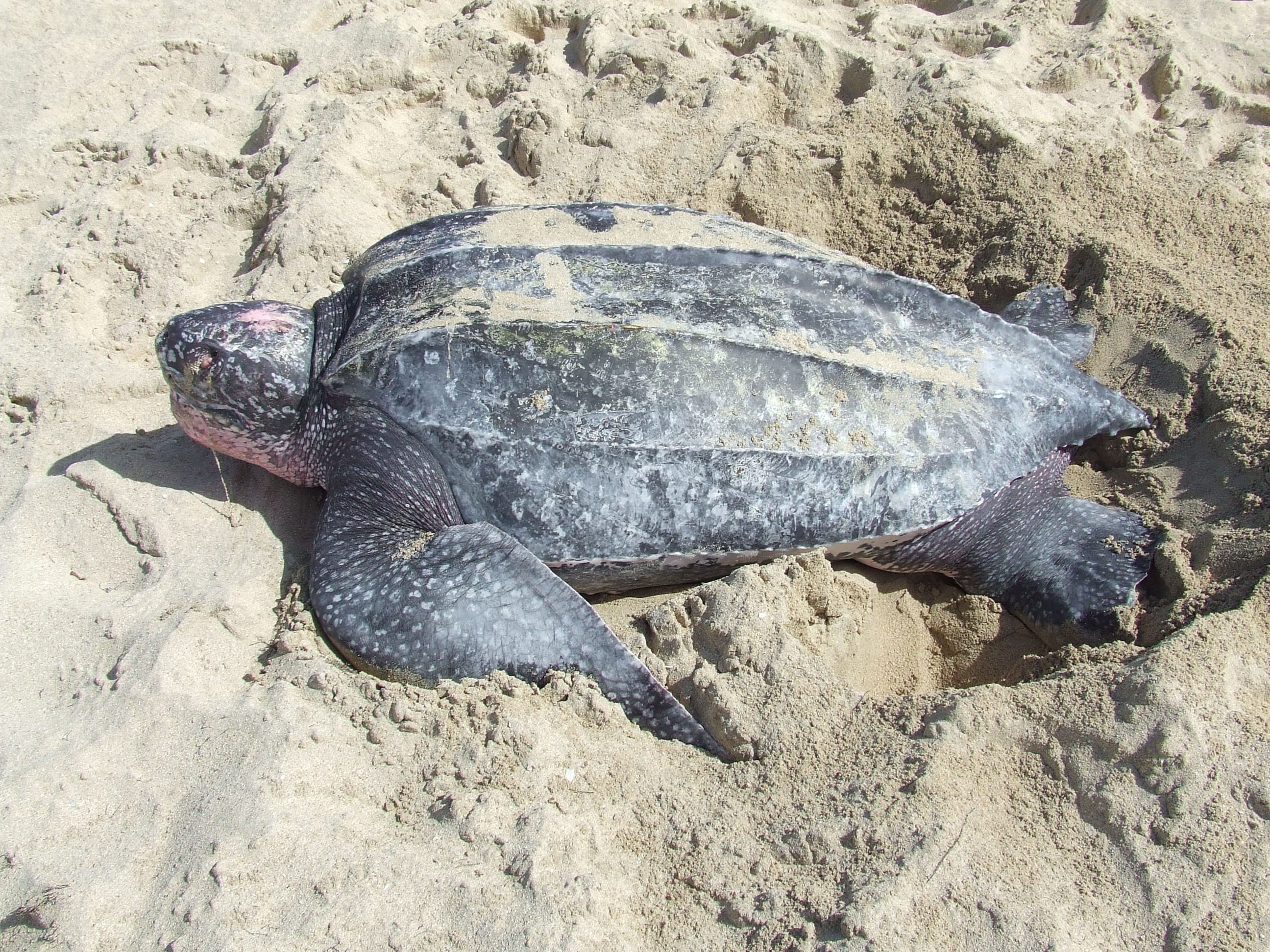
Une tortue vue du dessus.
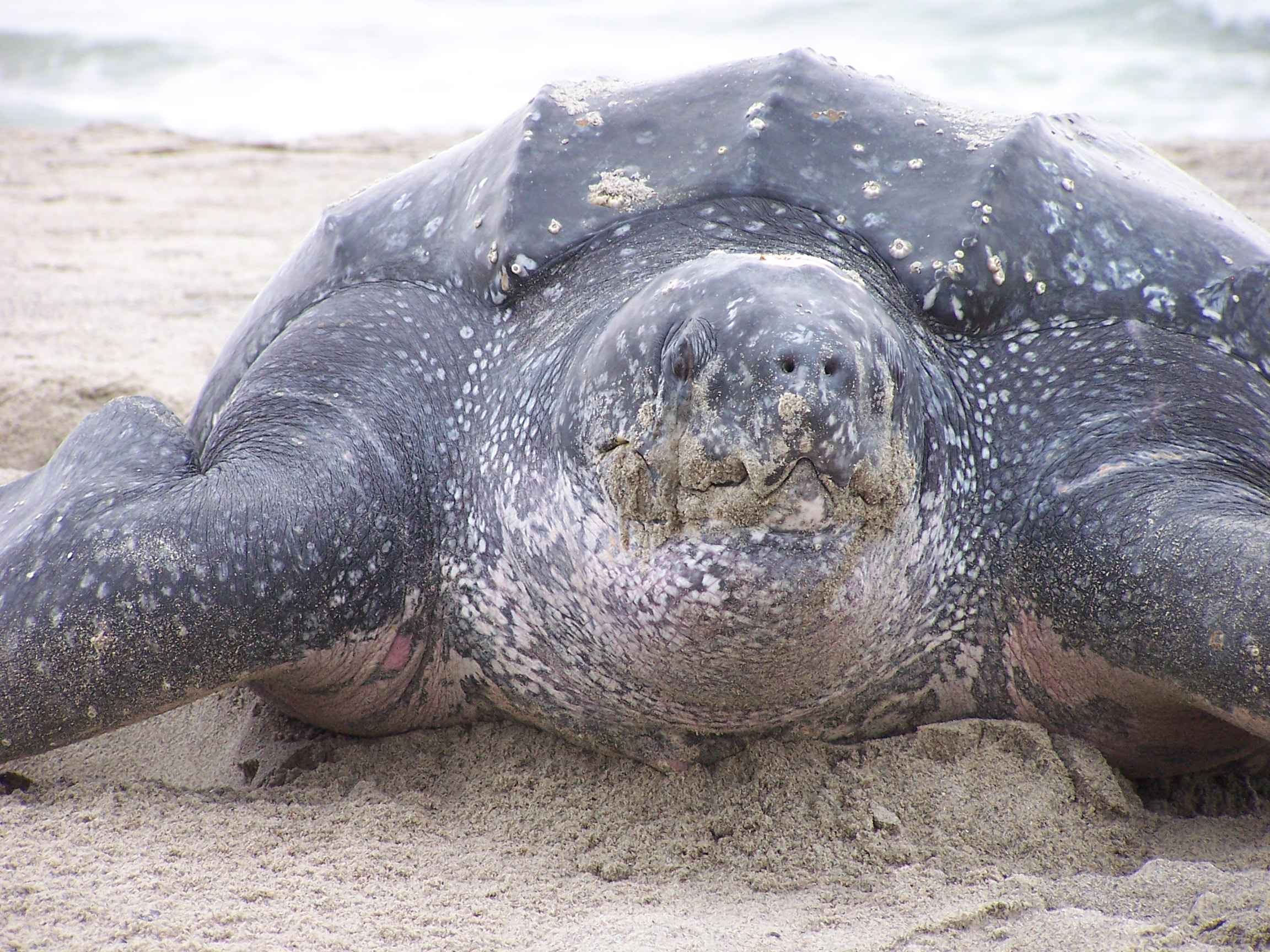
Vue de face.

- La tête est très grande, ce qui contraste avec un museau peu développé. Sur le bec supérieur, on peut observer une pointe médiane très marquée entourée de deux grandes encoches[2]. L'intérieur de la bouche est occupé par une multitude de cônes, utilisés aussi bien pour l'oxygénation[3] que l'alimentation.
- Ses membres sont fortement aplatis et transformés en palettes natatoires appelées nageoire ou rames, ils sont  dépourvus de griffes; ses nageoires antérieures sont en outre très longues en comparaison de celles des autres tortues de mer, elles font plus de la moitié de la longueur de la carapace.
- Un large cou relie la tête aux épaules. Il ne permet pas à cette espèce de rentrer complètement sa tête à l'intérieur de sa cuirasse.
- La queue est de forme conique ; elle est rehaussée par une base épaisse et possède parfois un pli qui prolonge la carène vertébrale de la carapace.

### Couleurs
La couleur de la peau de l'animal est d'un bleu très foncé. Elle est brillante et lisse, ce qui lui donne l'aspect du cuir. Les carènes de la dossière sont soulignées par un éclaircissement de la peau. Tout son corps est parsemé de petits points blanchâtres. Le plastron est rosé et plutôt sombre. La carène de la queue, quand elle existe, est également blanchâtre.
La tête de l'animal présente une tache, de couleur blanche à rosée, correspondant à un chanfrein. Cette tache a une forme unique pour chaque individu et permet leur identification sur photo .

### Taille et poids
À l'éclosion les bébés tortues mesurent 7 à 8 cm et pèsent seulement quelques dizaines de grammes.
Le ministère Pêches et Océans Canada a mesuré un poids moyen de 400 kg pour une longueur courbe de la carapace de 1,50 mètre, pour les individus adultes dans les eaux nationales de l'océan Atlantique. En Guyane, sur les sites de pontes et dans les eaux françaises, l'Office français de la biodiversité indique une  moyenne de 400 kg pour le poids et une longueur d'environ 1,60 m. Le plus gros spécimen, mesuré au Pays de Galles, pesait 915 kg et dépassait 2,20 m de longueur.

### Squelette

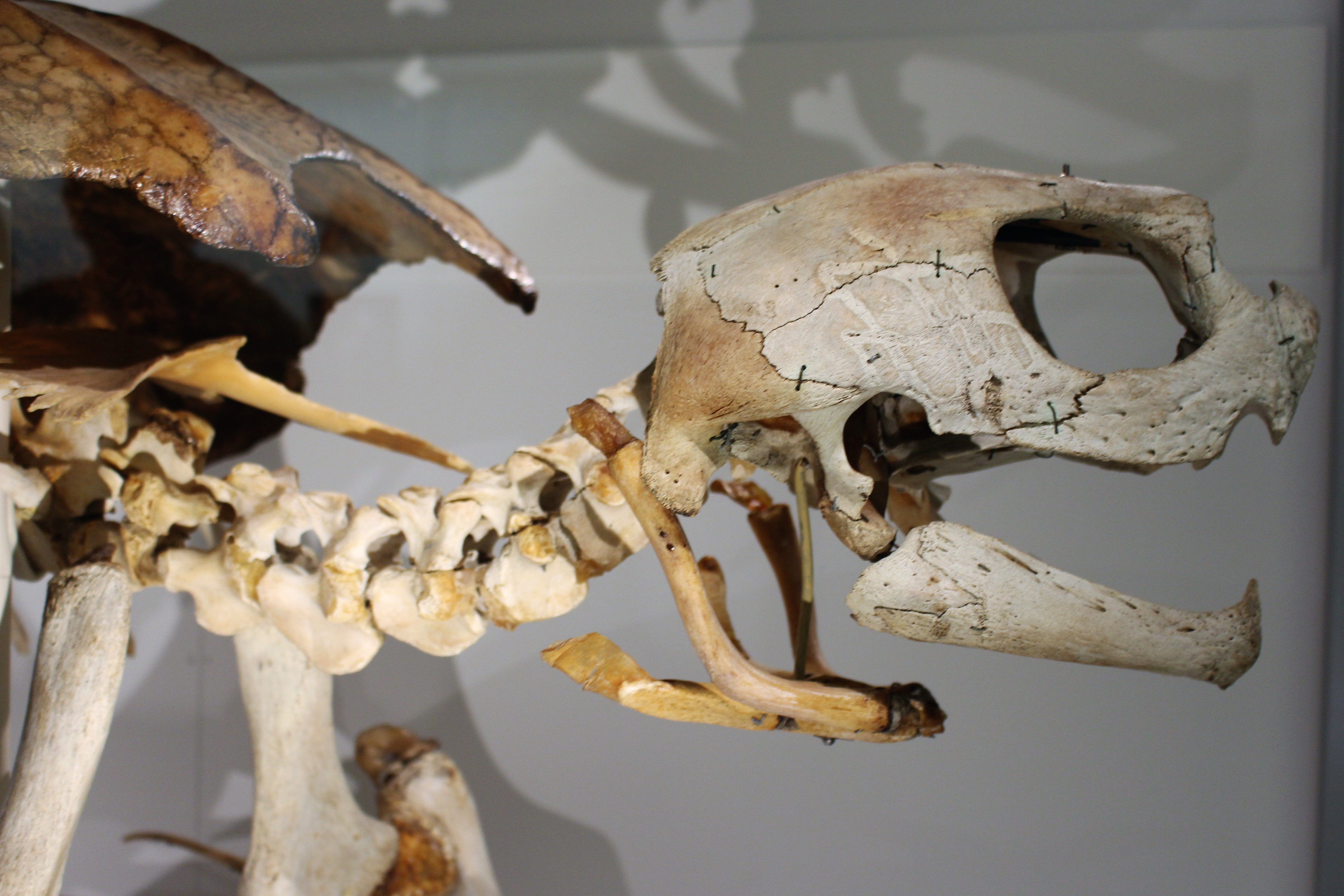
Crâne de tortue luth.

Le squelette des tortues est caractérisé par un crâne anapside (avec une seule fosse pour les orbites). Les ceintures pelviennes et scapulaires sont positionnées à l’intérieur de la cage formée par les côtes.
La cuirasse dorsale est appelée « Dossière »

Chez la tortue luth, la structure osseuse de la carapace est réduite à une mosaïque de petits osselets irréguliers, insérées dans une plaque de tissu conjonctif épais. Les plus gros de ces osselets sont tuberculés et disposés en lignes. Ces lignes, visibles sous la peau, forment les crêtes ondulées appelées carènes qui filent de la tête vers la queue de l'animal.

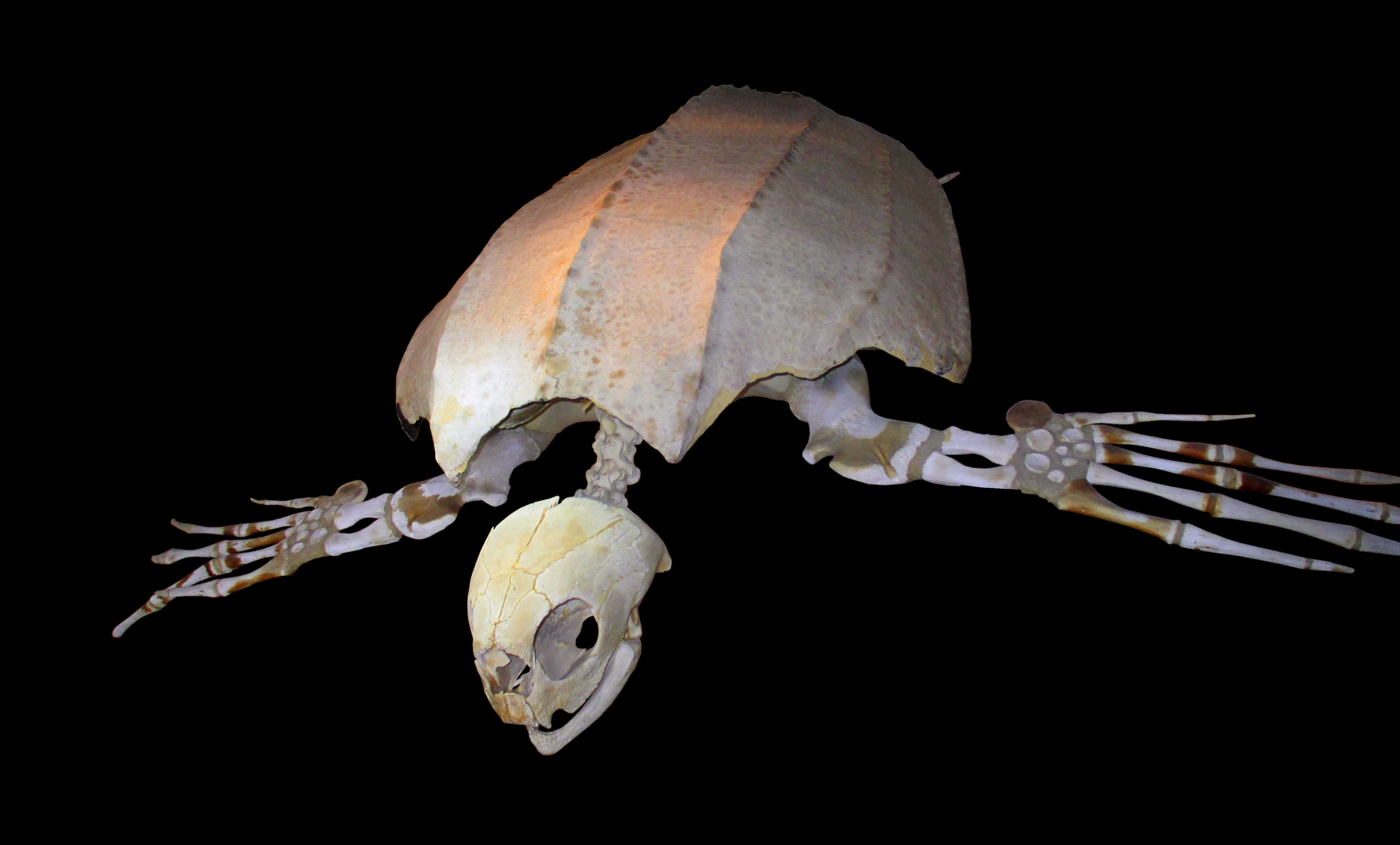
Squelette (vu de face), au Musée d'histoire naturelle de Göteborg.

Cette carapace profondément transformée n’est pas attachée à la colonne vertébrale et aux côtes mais en est séparée par une couche adipeuse. Du côté externe elle est complètement dépourvue de toute couverture d’écailles. La protection du dos est en revanche assurée par un épaississement marqué de la peau, qui forme ainsi une pseudo-carapace lisse ayant l'aspect du cuir. C'est un caractère unique chez les tortues actuelles, toutes les autres espèces possédant des écailles kératinisées sur une carapace osseuse.
Les os des mains sont fins, on n'observe pas d'épaississement liés à l'adaptation à la vie aquatique.

## Physiologie

### Longévité
Une tortue luth peut a priori vivre plus de 50 ans.

### Capacité de plongée
La tortue luth est une excellente plongeuse puisque des scientifiques ont relevé plusieurs observations de tortues luth jusqu'à 1 300 m de profondeur pour des plongées de 4 938 s (soit plus de 80 min).
La tortue luth peut rester jusqu'à quatre-vingts minutes en plongée, en partie grâce à l'extraction de l'oxygène de l'eau à l'aide de longues papilles situées dans sa gorge et à la récupération d'oxygène dissous dans certains de ses tissus.

### Résistance au froid
Avec un rythme métabolique trois fois supérieur à un reptile de cette dimension et l'isolation fournie par son corps massif et gras, la tortue luth peut supporter des eaux froides. La température de son corps peut être supérieure de 18 °C à celle de l'eau dans laquelle elle évolue. Ses nageoires l'aident également à conserver la chaleur. Elles fonctionnent comme des échangeurs de chaleur à contre-courant, c'est-à-dire que les artères chaudes réchauffent les veines froides. Allié à sa carapace résistante à de fortes pressions, cela lui permet de plonger à plus de 1 200 m de profondeur.

## Éthologie et écologie

### Migration
Plusieurs études de suivi par satellite pour connaître leur migration furent effectuées notamment par le CNRS et l'Institut polaire français Paul-Émile-Victor qui équipèrent des tortues luth de balises Argos.
Le comportement de migration des tortues luth peut être découpé en deux périodes : 
- Pendant la saison de ponte, entre deux pontes les tortues luth migrent à faible distance généralement de façon passive et sans s'alimenter, pour réduire les dépenses en énergie. Ce comportement connaît une exception pour les individus se reproduisant en Guyane et sur l'île de Sainte-Croix dans les Caraïbes, qui se nourrissent de façon apparemment opportuniste, en plongée profonde et active. Une perte de poids d'environ 11% de la masse corporelle a lieu pendant cette période. Le domaine vital est plus grand  que chez les autres espèces de tortues marines pendant cette période inter-ponte, les femelles luth s'éloignent davantage des plages (entre 50 et 200 km, pour la population atlantique). Les plongées sont courtes et peu profondes, que ce soit dans l'Atlantique ou le Pacifique; cependant une grande variabilité de comportement a été observé selon les individus, dans plusieurs études[17].
- Après la ponte vient une phase de transit, en passant par des zones pauvres en nourriture, pour rejoindre les zones d'alimentation dans des eaux tempérées, que ce soit dans l'Atlantique ou le Pacifique. Les tortues luth semblent privilégier des zones de fronts océanique, où des eaux aux caractéristiques contrastées se rencontrent, par exemple la zone de rencontre entre les eaux glaciales du courant du Labrador et les eaux chaudes du Gulf Stream dans l'Atlantique nord ou le long du courant de Kuroshio dans le Pacifique[18]. Ce sont des zones où le zooplancton est susceptible de se concentrer en masse.

Cette espèce parcourt, ainsi, plusieurs milliers de kilomètres lors de ses voyages transocéaniques pour rejoindre ses aires d'alimentation en méduses. Elles progressent en s'orientant à l'aide du champ magnétique terrestre.

### Alimentation
La méduse constitue la majeure partie de l'alimentation de la tortue luth, mais elle peut également se nourrir de salpes, de poissons, de crustacés, de calmars, d'oursins et même de certains végétaux, dont des algues (surtout consommées par les jeunes spécimens). Elle peut consommer quotidiennement une quantité de méduses égale à son propre poids, soit jusqu’à 50 individus de grande méduse Rhizostoma pulmo. La tortue luth a donc un rôle crucial dans l'équilibre écologique mais aussi économique du fait de son alimentation. En effet, en consommant des méduses, elle réduit leur nombre et ces dernières consomment donc moins de poisson, ce qui laisse de nouvelles opportunités pour les pêcheurs. Elle aurait une influence positive sur les populations de poissons, les méduses étant d'importants prédateurs d'alevins.
Les tortues n'ayant pas de dents et les méduses étant difficiles à déchiqueter, les scientifiques se sont demandé comment les tortues luth pouvaient s'alimenter avec ces animaux. On a découvert que l'œsophage de la tortue luth, tapissé d'épines, avait pour fonction le dépeçage des proies.

### Prédateurs

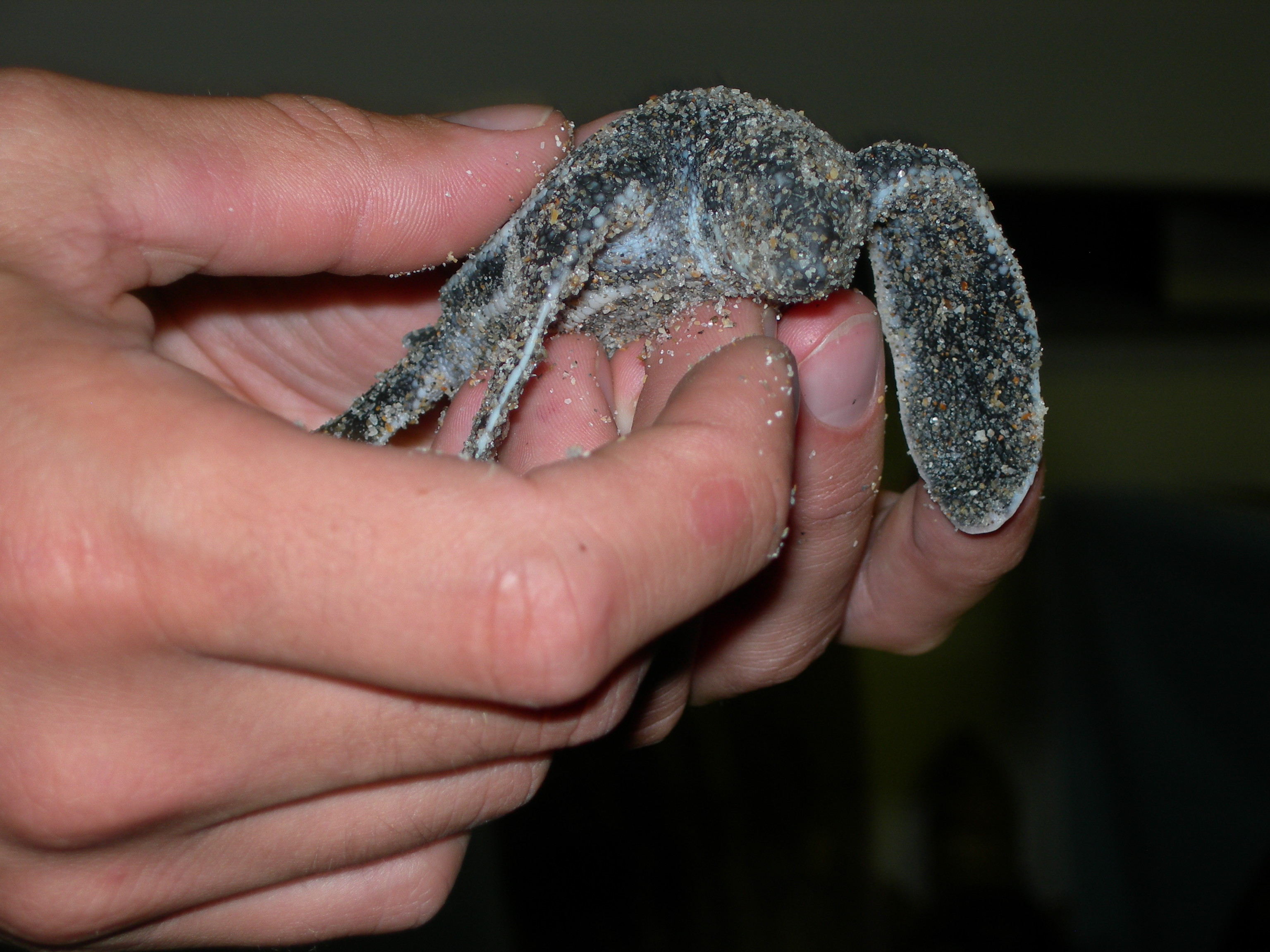
Juvénile de tortue luth (Floride).

La prédation animale est importante lors de l'éclosion des œufs car le jeune animal de quelques centimètres à la naissance est menacé par les crabes, caïmans, oiseaux et mammifères s'aventurant sur les plages (par exemple, les coatis). Mais, les œufs sont aussi directement menacés par les insectes et, en Guyane française notamment, par la courtilière. Une fois arrivées à l'eau, les jeunes tortues luth ne sont pas encore en sécurité, elles deviennent les proies des pieuvres et gros poissons.

### Reproduction
Comme les tortues luth ne s'approchent des côtes que pour pondre et préfèrent les grands fonds, elles sont qualifiées de pélagiques.
La maturité sexuelle de l'animal n'est pas bien définie, mais selon certains scientifiques elle pourrait être atteinte vers l'âge de 6 ans ; pour d'autres, elle se situe entre 10 et 12 ans. Les jeunes spécimens sont très difficilement observables et aucun élevage en captivité n'a pu être réussi. En effet, les tortues luth ne peuvent nager à reculons, et en aquarium se heurtent donc sans cesse contre les parois. De plus les mâles ne retournent jamais sur leur lieu de naissance ce qui empêche un décompte de leur population. L'accouplement est également très délicat à observer, aucun scientifique n'en a eu l'occasion, on ignore même où il a lieu dans la majorité des cas. Il est admis, à partir de différents témoignages, que le mâle s'accroche au dos de la femelle avec ses nageoires souples. En cas d'alerte, l'accouplement s'arrête et les tortues se séparent, ce qui expliquerait aussi, en partie, les difficultés d'observation précédemment relevées.
Une seule fécondation pourrait suffire à 4 à 10 pontes. Le record observé par des scientifiques est de 17 pontes. Elles sont toujours espacées de 10 à 15 jours. Elles se déroulent de mars à juillet dans l'océan Atlantique et de septembre à mars dans l'océan Pacifique. Elles ont lieu en bas des plages, à marée haute, généralement de nuit. La nidification se déroule en sept phases :
- L'ascension : la femelle rejoint le haut de la plage, à la lisière de la végétation, en 10 minutes environ.
- Le balayage : elle déblaie le sable avec ses pattes pendant un quart d'heure.
- Le creusement : elle creuse un trou jusqu'à 80 cm de profondeur avec ses pattes arrière ; l'opération prend environ 25 minutes.
- La ponte : cette étape est accompagnée de respirations rauques et s'effectue par salves ; elle dure une vingtaine de minutes ; la présence de l'homme ne peut plus la perturber ; les yeux de l'animal sécrètent une substance gélatineuse, a priori, pour évacuer le sel accumulé par son organisme à cause de son mode d'alimentation.
- Le rebouchage : les pattes postérieures ramènent le sable sur les œufs et les nageoires postérieures le tassent pendant une petite dizaine de minutes.
- Le camouflage : pendant 20 minutes, la tortue pivote sur elle-même pour cacher les traces de son passage.
- Le retour à l'eau : parfois direct, parfois indirect, la tortue luth peut effectuer des boucles avant son départ.

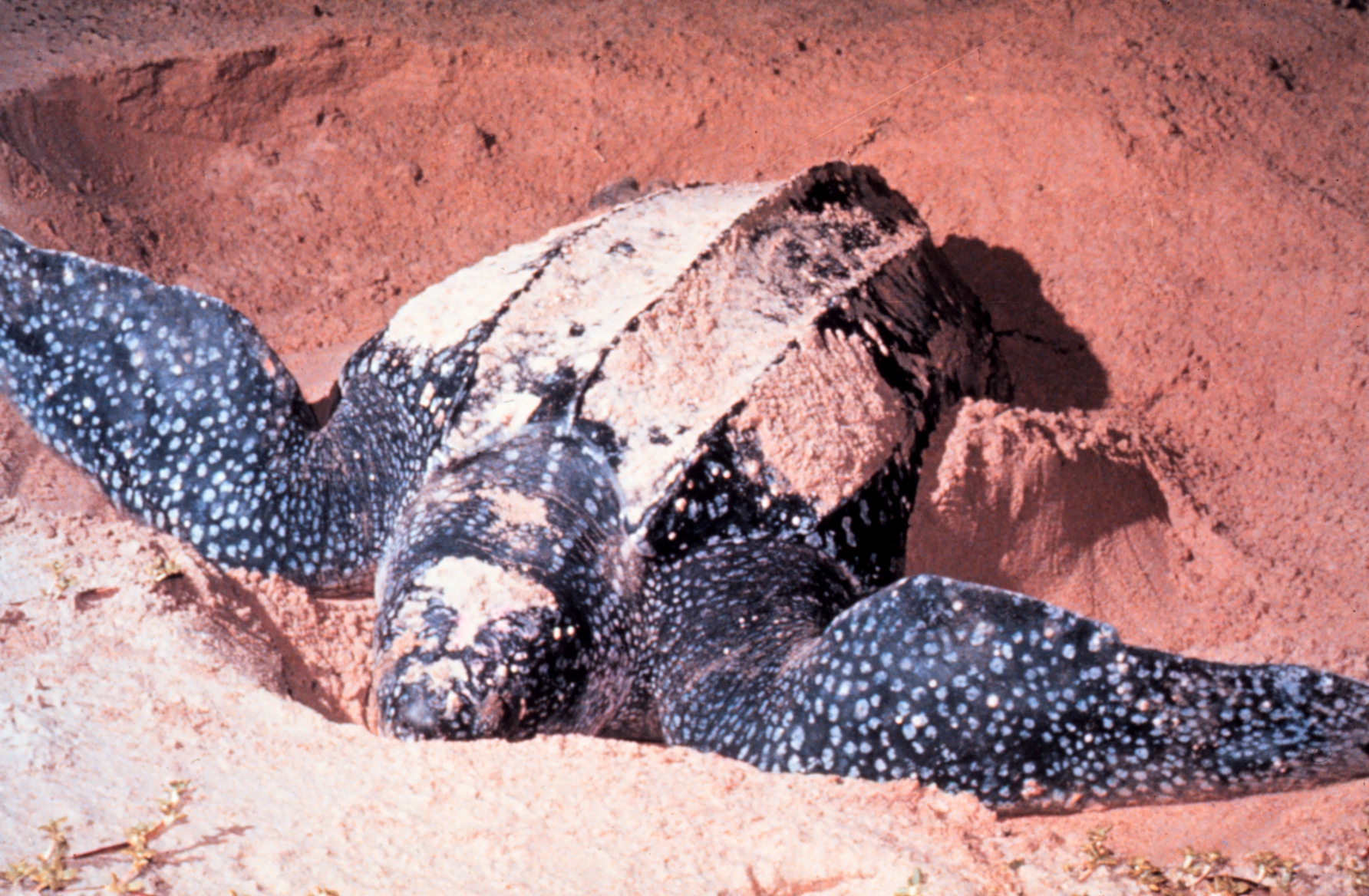
Le creusement
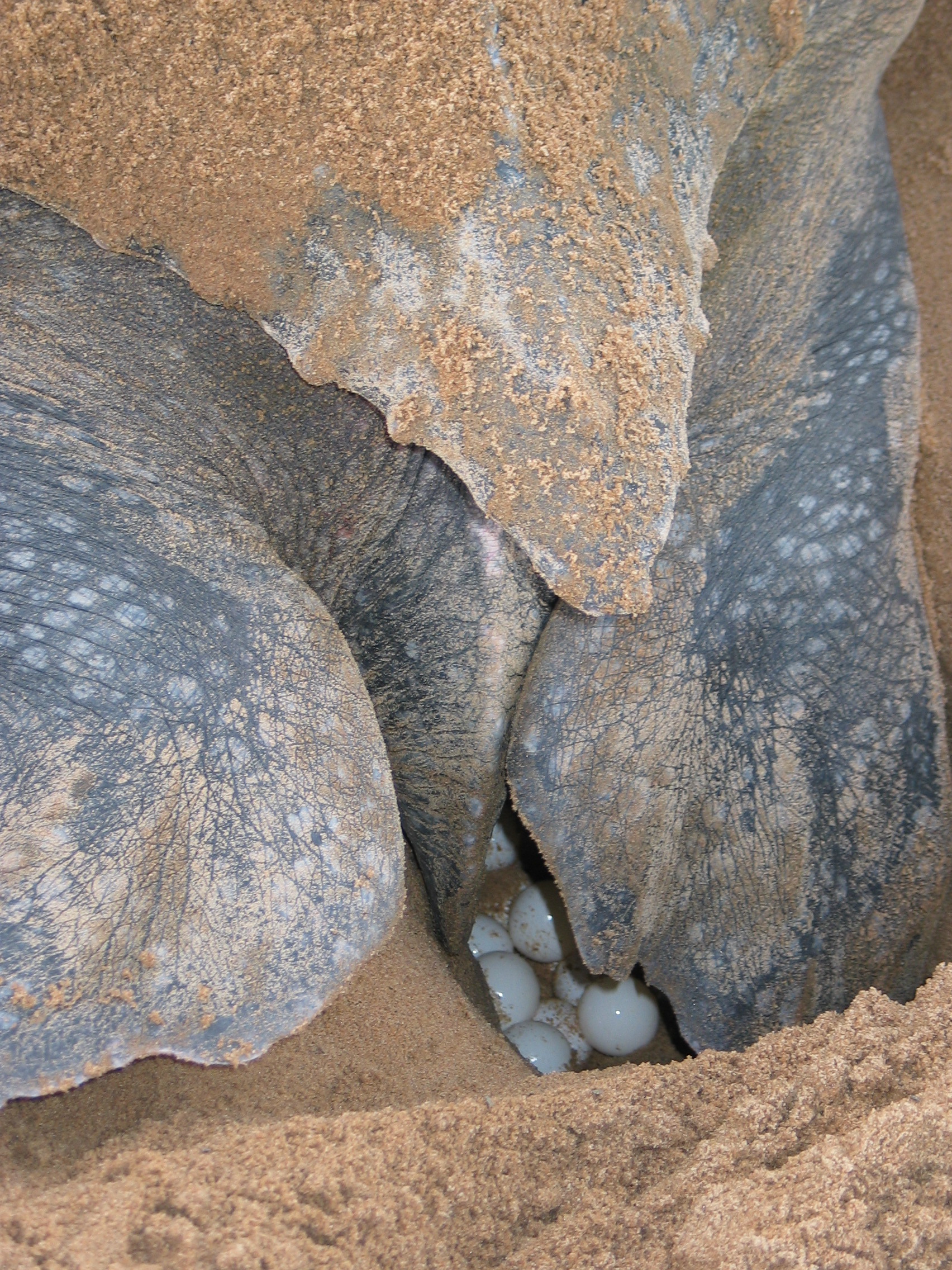
La ponte

Une tortue luth peut pondre plus de 1 000 œufs en une année. Ils sont de couleur blanche, mesurent environ 50 mm de diamètre et possèdent une membrane souple. Ils sont accompagnés d'œufs stériles sans jaune, de diamètre inférieur aux œufs viables. Les scientifiques ne s'accordent pas à comprendre leur utilité dans le nid, même s'ils représentent presque la moitié de la ponte.
L'incubation varie de 60 à 70 jours et a lieu à plus de 26 °C. En dessous de cette température, les œufs ne se développent pas. La détermination sexuelle dépend de la chaleur du nid. Entre 26 et 30 °C, c'est l'incubation classique, produisant un mélange de mâles et femelles. Au-dessus de 30 °C, les tortues ne seront que des femelles.
À l'éclosion, le spécimen mesure de 7 à 8 centimètres de longueur. Il possède des nageoires antérieures surdimensionnées. Il est alors une proie facile pour de nombreux prédateurs. Le premier instinct de la tortue luth est de se diriger vers le point le plus brillant à l'horizon : la mer (qui reflète les rayons solaires), où de nouveaux dangers l'attendent.

## Distribution et lieux de ponte

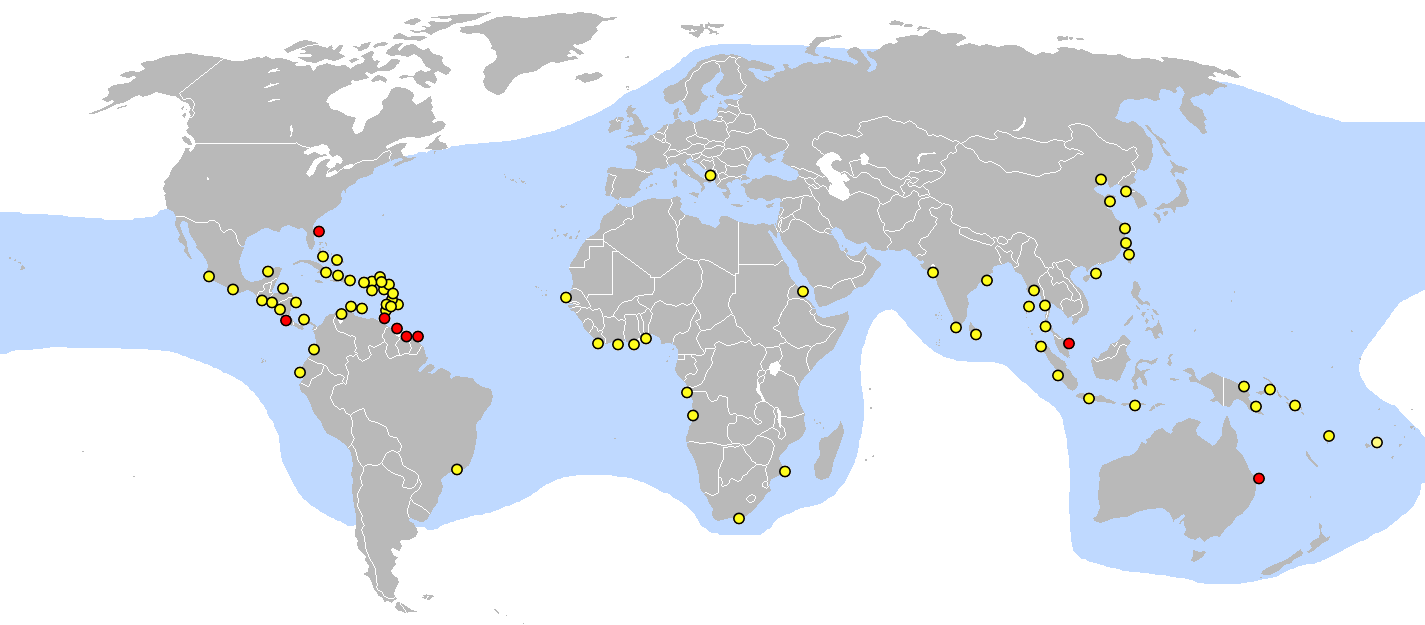
Répartition des lieux de ponte de la tortue luth
Fond bleu : présence de tortues luth
Point jaune : lieux de ponte secondaires
Point rouge : lieux de ponte principaux (listés ci-dessous)
- Australie (Queensland)
- Costa Rica
- États-Unis (Floride)
- Guyana
- Guyane française
- Malaisie
- Suriname
- Trinidad-et-Tobago (Trinidad)

La tortue luth est observable dans tous les océans du monde, sous des latitudes observées à plus de 60° au nord c'est-à-dire jusqu'au cercle polaire arctique. Des études précises sont effectuées pour connaître précisément leurs migrations.
Comme la plupart des tortues marines, elle ne s'aventure sur la terre ferme que pour pondre ses œufs.
De nombreux lieux de ponte autrefois fréquentés par les tortues luth ne le sont presque plus ou plus du tout, comme la Sicile, la Turquie, la Libye ou Israël.
Si la morphologie ou les couleurs des tortues luth ne permet pas de les différencier selon leurs groupes régionaux, des analyses ADN marquent des différences entre celles du Pacifique-ouest, du Pacifique-est et de l'Atlantique.

## Systématique et taxonomie

### Description originale

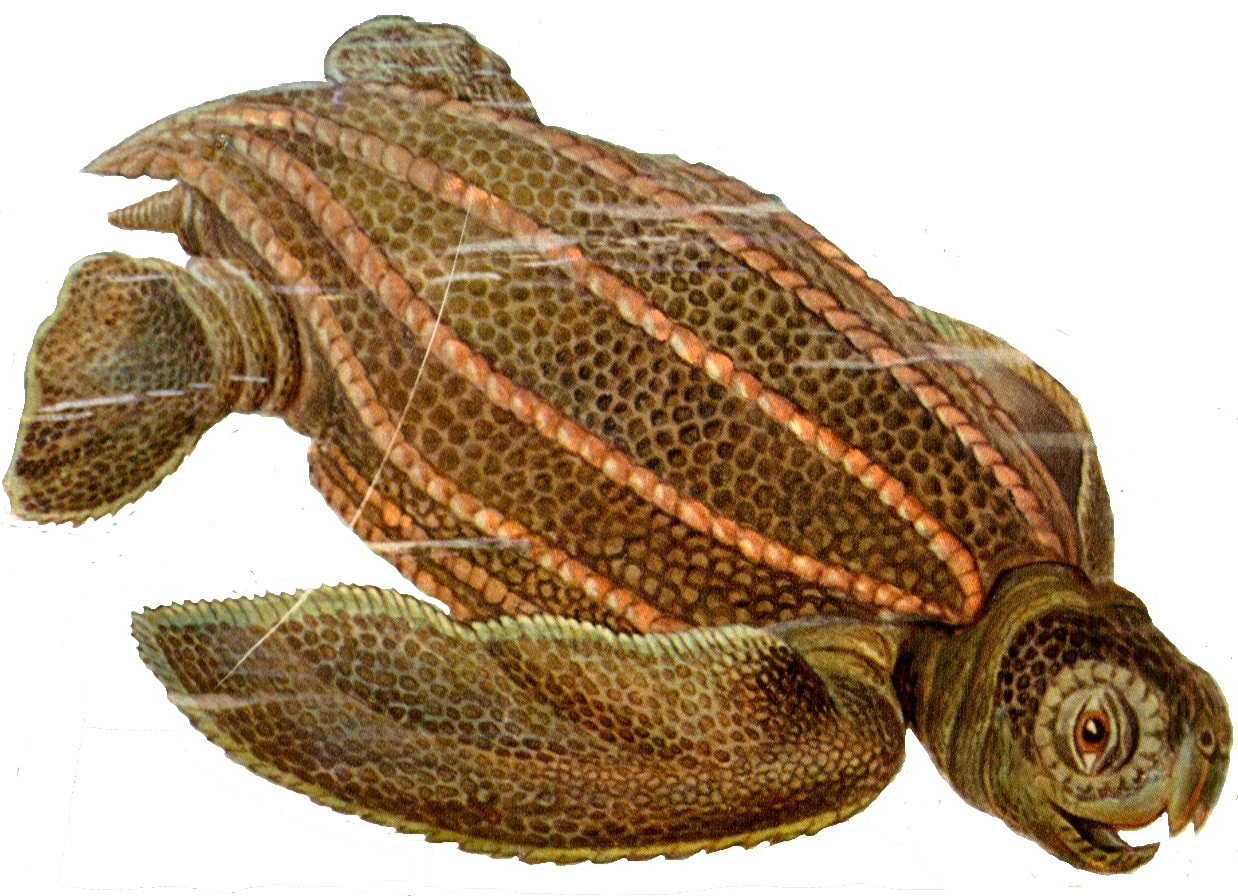
Tortue luth par Ernst Haeckel dans Formes artistiques de la nature (1904).

- Vandelli, 1761 : Epistola de holothurio, et testudine coriacea ad celeberrimum Carolum Linnaeum equitem naturae curiosum Dioscoridem II. Conzatti, Padua.
- Blainville, 1816 : Prodrome d'une nouvelle distribution systématique du règne animal. Journal de Physique, de Chimie et d'Histoire Naturelle, vol. 83, p. 244-267 (texte intégral).

### Classification phylogénétique
La tortue luth fait partie de l'ordre des Testudines et de la famille des Dermochelyidae, c'est le seul représentant actuel de cette famille. On pense que la différenciation qui allait donner naissance à la lignée des Dermochelyidae et des Cheloniidae s'est faite, dès le début de la colonisation marine par les tortues au Crétacé entre 100 et 150 Ma.
Les principaux groupes évolutifs relatifs sont décrits ci-dessous par phylogénie selon Hirayama (1997, 1998), Elliott, Irby et Hutchinson (1997), Moody (1997), Hooks (1998) et Lapparent de Broin (2000) :
```
-o 
Chelonioidea

 |--o 
Cheloniidae
, les tortues marines
 `--o Dermochelyoidea
    |--o †
Thalassemyidae
 
    `—o 
       |--o 
Dermochelyidae
 Fitzinger, 1843
       |  `--o
       |     |--o 
†
Cardiochelys
  
       |     `—o
       |        |--o 
†
Protosphargis
 Capellini, 1884
       |        `--o
       |           |--o 
†
Eosphargis
 Lydekker, 1889
       |           `--o  
       |              |--o 
†
Psephophorus
 Meyer, 1847
       |              |--o 
†
Mesodermochelys
 Hirayama & Chitoku, 1996
       |              `--o 
Dermochelys
 Blainville, 1816
       `—o 
†
Protostegidae
 Cope, 1872, au moins une quinzaine de taxons dont l'
Archelon

Légende :
 
†
 = éteint
```

La taxonomie de cette tortue a suivi l'évolution des connaissances sur la phylogénétique des tortues, qui a défini petit à petit des taxons plus précis. Cette espèce s'est donc retrouvée, tour à tour, classifiée dans les Testudines, Testudinata et Chelonia. Certains auteurs l'ont même classée dans le sous-ordre créé pour l'occasion des Athecae,. Mais il a été montré qu'elles étaient proches des autres tortues marines et placées dans la même super-famille.

### Noms vernaculaires

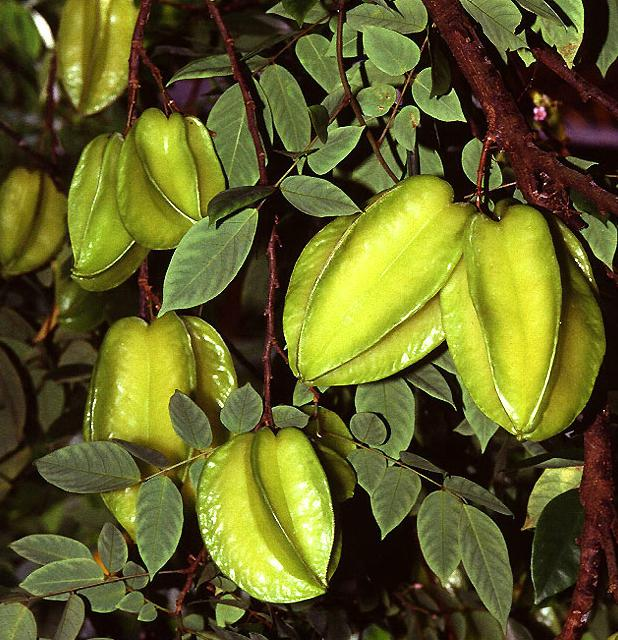
La forme ressemblante du carambole donne à la tortue son nom malais.

La tortue luth porte des noms différents selon les pays du monde mais la plupart se rapporte à la forme particulière de sa carapace. Si l'on compare, dans la langue française et dans la langue italienne (italien : liuto), la forme de la tortue à celle d'un luth, c'est vraisemblablement à cause de son éperon supercodal très développé.
En anglais (leatherback sea turtle) et en allemand (Lederschildkröten), c'est l'aspect de cuir qu'a sa peau qui lui a donné ses noms vernaculaires.
En malais, c'est sa forme, à nouveau, qui lui vaut son nom de penyu belimbing, soit en français : « tortue carambole ».
On retrouve de multiples dénominations de la tortue luth dans la langue créole guyanais :
- toti cui (tortue cuir) ;
- toti fran (tortue franche) ;
- toti cerkeil (tortue cercueil).

Les habitants de la Guadeloupe la nomment aussi bataklin.
En kali'na, langue des amérindiens vivant près des grands sites de pontes en Guyane française et au Suriname, le nom de la tortue luth est kawana. Ce nom pourrait avoir été emprunté en français pour désigner la caouanne, une autre tortue marine Caretta caretta.

## Régression et risque d'extinction

### Estimation de population  et statut de conservation
L'institut « Pêche et Océan Canada » estimait, en 2004, que la population de tortue luth dépassait probablement les 100 000 individus dans l'Atlantique.
L'espèce est classée Vulnérable au niveau mondial, mais deux sous-populations sont en danger critique d'extinction, celle de l'ouest du Pacifique avec 1438 individus, et en déclin et celle du sud-ouest de l'océan Indien avec ses 148 individus.
En Thaïlande, au sud-ouest de l'océan Indien dans la mer d'Andaman, de novembre 2019 à avril 2020, conséquence du confinement lié à la pandémie de Covid-19 et de la quasi-absence de touristes sur les plages, les tortues luths ont pondu dans 11 nids (événement qui ne s'était plus produit depuis 5 ans et nombre de nids le plus élevé de ces vingt dernières années).
En Guyane, où se situe le principal site de ponte de l'espèce, le nombre d’événements de ponte par saison a chuté, passant de 50 000, dans les années 1990 à seulement 200 en 2018 selon un chercheur du CNRS, spécialiste de l'espèce

### Menaces anthropiques
Les activités humaines sont responsables du fait que la tortue luth soit une espèce en danger de disparition. La première cause est la pollution des océans. L'hypothèse principale est que les tortues luth confondent les sacs en polyéthylène avec des méduses. Elles les mangent et ne peuvent les régurgiter, ce qui leur provoque des occlusions gastriques ou intestinales. C'est la plus grande cause de mortalité de l'animal. Les déchets majoritairement ingurgités par les tortues luth sont les déchets flottants en plastique, suivi par les autres déchets plastiques et le matériel de pêche (bouts de cordage, de filets ou hameçons). Les quantités de plastique ingérées ont probablement rapidement augmenté entre 1960 et 1980 avant de se stabiliser. En 1987, 44 % des tortues luth adultes avait ingurgité du plastique, selon les estimations disponibles à cette date. L'ingestion de plus faibles quantités de plastique a également des effets sublétaux comme une perturbation générale du système digestif, une accumulation de gaz intestinaux liée à un dysfonctionnement de l’absorption des lipides, l'affaiblissement du système immunitaire, endocrinien et reproducteur à cause des polluants chimiques divers contenus dans les plastiques. Les tortues luth sont très susceptibles d'ingérer du plastique, car les déchets se concentrent dans les mêmes zones que leurs proies, zones privilégiées pour l'alimentation .
Un autre facteur est la multiplication des filets de pêche qui piègent sous l'eau les tortues et provoquent leur mort par noyade. En effet, la tortue luth, étant incapable de nager à reculons, ne peut s'en libérer. Cet autre facteur prend de plus en plus d'ampleur lorsque l'on sait qu'une bonne partie des déchets marins de nature anthropique sont aujourd'hui des filets usagés, des câbles et cordages, des anciennes lignes de pêche, etc. On pourra aussi noter que les tortues ont tendance à s'en rapprocher pour manger des proies déjà entravées dans ces obstacles ou juste par curiosité.
On peut ajouter la réduction de son espace disponible, notamment la perturbation des lieux de ponte par les constructions littorales, par exemple.
Enfin, la prédation humaine, en elle-même, est traditionnellement faible car la chair de l'animal n'est pas considérée comme comestible. Même si cela prête à controverse, il semblerait que la tortue luth soit l'une des deux tortues dont la chair est toxique. Elle contiendrait de la chelonitoxine, et les symptômes liés à sa consommation vont de la nausée ou du vomissement jusqu'au coma, voire à la mort. Pourtant, la prédation a tout de même augmenté puisque les œufs de l'animal, déjà utilisés traditionnellement dans l'alimentation des Kali'nas ou des Indonésiens, sont devenus la cible de nombreux braconniers. En effet, les œufs de tortue luth sont considérés comme aphrodisiaques au Mexique. La chasse de l'animal en lui-même est parfois même constatée. Au Togo, notamment, des féticheurs réduisent la carapace de l'animal en poudre, la mêlent à du miel et s'en servent comme remède contre les syncopes infantiles. La graisse est utilisée contre les rhumatismes. Les carapaces, par ailleurs, sont aussi parfois utilisées dans l'art traditionnel local (une centaine d'entre elles sont exposées au Musée de Géologie de l’Université de Togo). Dans certains pays[Lesquels ?], les femelles sont tuées et leur peau est transformée en bijoux et autres souvenirs touristiques.

## Protection

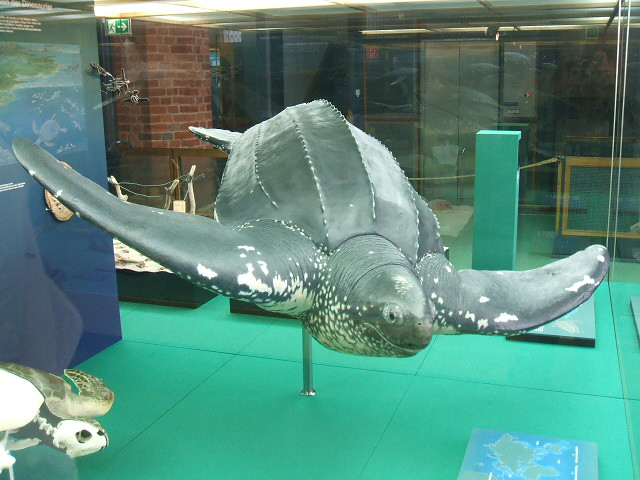
Représentation en trois dimensions de tortue luth au musée de Stralsund.

La tortue luth est une espèce protégée par de nombreuses conventions internationales, notamment par son inscription à l'annexe I de la CITES.
En France, elle est intégralement protégée (vente ou chasse) depuis l'arrêté ministériel du 17 juillet 1991. Malgré cette législation, le comité français de l'UICN n'a pu que déclarer la tortue luth au statut DD faute de données sur sa présence sur le territoire français métropolitain.
Au Canada, elle est désignée depuis 1981 comme espèce en voie de disparition à cause de son déclin mondial très important (supérieur à 70 % en quinze ans selon le COSEPAC). Son déclin au Canada serait majoritairement dû aux prises accidentelles dans la pêche commerciale. Au Québec, la tortue luth obtient un statut de protection dû à sa présence dans le Golfe du Saint-Laurent. Elle est désignée comme espèce menacée puisque le gouvernement corrobore son danger de disparition à l'échelle mondiale. Il s'avance, en plus, en disant qu'à son rythme d'extinction, l'espèce sera éteinte d'ici 20 ans.
Aux États-Unis, le service de la faune et des poissons (United States Fish and Wildlife Service) désigne l'espèce comme en voie de disparition (endangered).
Des mesures ont été prises pour mieux étudier l'animal et ainsi, le protéger, comme la mise en place de suivis par télémétrie et balises Argos. De plus, la plage où a lieu le plus grand nombre de pontes en Afrique, au Gabon, est officiellement protégée à la suite de la création du Parc national Mayumba. Le WWF propose quatre mesures principales de protection de la tortue luth :
- protéger les lieux de pontes en créant des zones protégées ;
- faire de la prévention près de ces lieux ;
- faire de la tortue luth un attrait touristique dans certaines régions ;
- limiter la présence de filets de pêche près de la côte.

Parallèlement, des tentatives sont menées pour localiser les points de rencontre entre tortues luth et pêcheries pour réduire les prises accidentelles de l'animal dans les filets des pêcheurs. Les chercheurs[Qui ?] ont identifié des points de regroupement importants des tortues et tentent de réduire l'activité de pêche dans ces endroits[Où ?].

## Tortue luth dans la culture
La forme particulière de la carapace de la tortue luth a influencé l'art populaire de certaines civilisations. Ainsi, les Indiens Seri, en Californie, pensent que le monde avait commencé son développement sur le dos d'une tortue luth géante. Par coutume, ils peignent les squelettes des tortues luth retrouvées mortes.
La tortue luth est un animal emblématique parmi les tortues marines et son image est souvent utilisée :
- Le timbre commémoratif français le plus vendu de 2002 est celui représentant la tortue luth (0,41 €)[62] ; il s'est écoulé à 19,95 millions d'exemplaires. Il est émis dans le cadre de la série annuelle Nature de France et est dessiné par Christian Broutin[63].
- Elle fait une apparition dans le jeu vidéo Sea Life Park Empire[64] (à débloquer) et dans l'add-on du jeu vidéo Zoo Tycoon 2: Marine Mania[65] (elle fait partie des 20 nouveaux animaux ajoutés dans ce supplément, parmi lesquels il n'y a que deux tortues, l'autre étant la tortue verte).